# Unió Esportiva de Sants

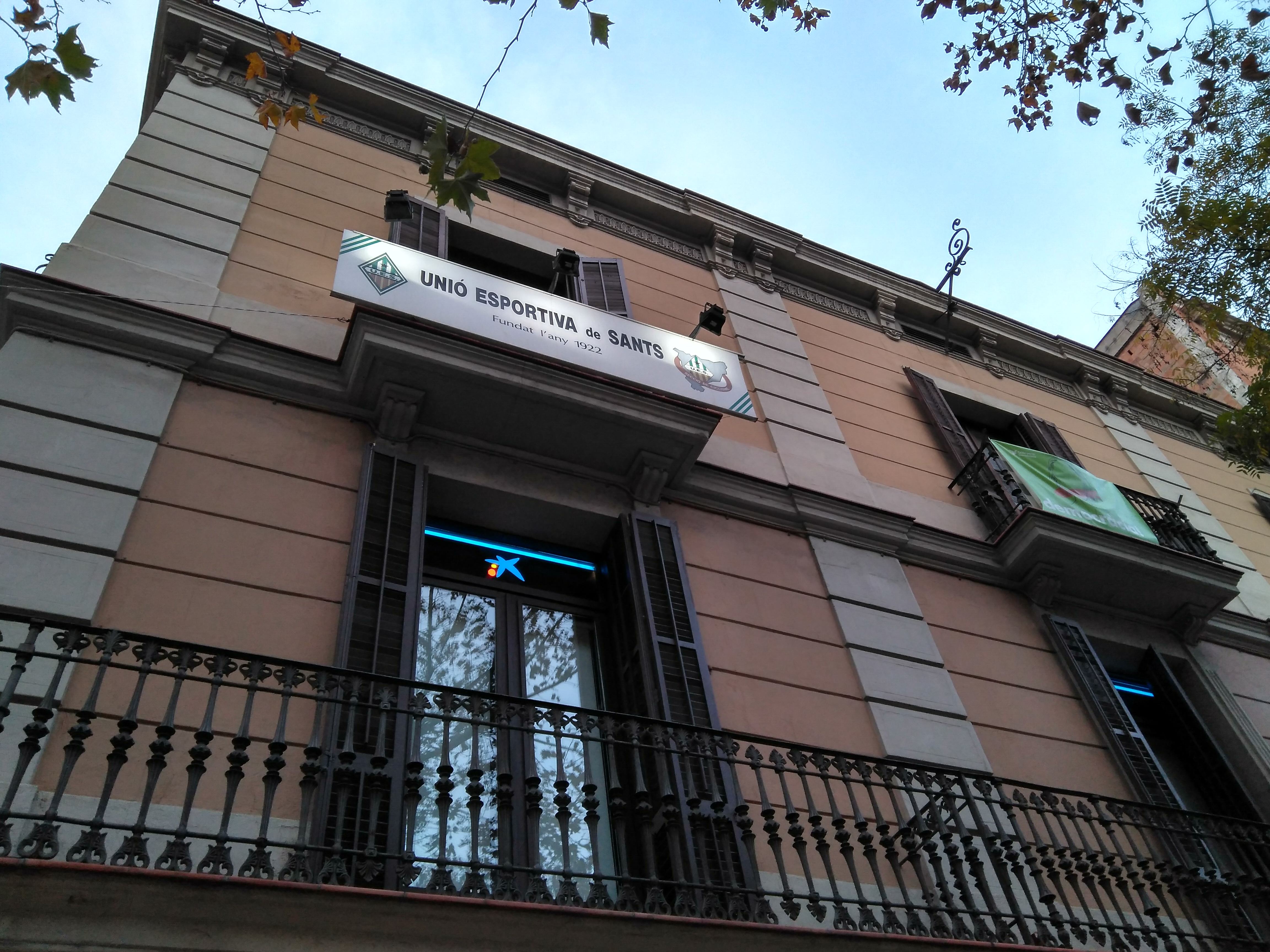
Unió Esportiva de Sants

Unió Esportiva de Sants est un club omnisports basé dans le quartier de Sants à Barcelone (Catalogne, Espagne). Il est fondé en 1922. Le club était anciennement chargé de l'organisation du Tour de Catalogne.

## Histoire
L'UE Saints est fondée en 1922 à la suite de la fusion de deux équipes de football, l'Internacional FC et le Centre de Sports de Saints. Ces équipes avaient aussi une section cycliste : le Club Ciclista Nou Velòdrom de Sants et le Velo Club Saints. L'Internacional FC avait été le club de joueurs tels que Francisco Bru, Charles Wallace ou José Samitier.
L'UE Saints récupère la place de l'Internacional FC en première division du championnat de Catalogne dont les champions étaient qualifié pour la Coupe d'Espagne.
Lors de la saison 1925-1926, l'UE Saints est vice-champion de Catalogne à quatre points du champion, le FC Barcelone.
L'UE Saints est relégué lors de la saison 1929-1930 mais parvient à remonter en 1932. Le club redescend en 1933.
Dans les années 1950 et 1960, le club milite en Troisième division avec l'ambition de monter en deuxième division. À cinq reprises, le club dispute les barrages de promotion en D2, mais sans succès.
Lors de la saison 1956-1957, l'UE Saints remporte le championnat de D3 mais échoue face au CD Alcoyano lors du barrage de promotion. La saison suivante, le club est battu au même stade par le Terrassa FC. Puis face au RCD Majorque la saison suivante. En 1965, le club échoue de nouveau face au FC Almería. En 1966, le club est battu par le Racing de Ferrol.

## Anciens joueurs
- Josep Escolà
- Vicente Sasot